# Tricyclea deemingi
Tricyclea deemingi är en tvåvingeart som beskrevs av Zumpt 1973. Tricyclea deemingi ingår i släktet Tricyclea och familjen spyflugor.
Artens utbredningsområde är Nigeria. Inga underarter finns listade i Catalogue of Life.